# Adamo Didur
Adamo Didur (Sanok, Polònia, 24 de desembre de 1873 - Katowice, 7 de gener de 1946) fou un baix operístic polonès. Cantà extensament pels teatres d'òpera europeus i actuà al Metropolitan Opera de Nova York de 1908 a 1932.

## Carrera
Didur estudià an Lviv amb Valery Wysocki. Més tard fou alumne de Franz Emmerich a Milà. El seu debut fou en un concerta Milà a la Novena Simfonia Beethoven. El 1894, feia el seu debut operístic a Rio de Janeiro, després del qual va actuar a Rússia, a [La Scala] de Milà, entre 1903 i 1906, i al Royal Opera Hous de Londres, el 1905. També va aparèixer a l'Òpera de Varsòvia de 1899 a 1903. Més tard, viatjà a l'Argentina, cantant a Buenos Aires entre 1905 i 1908. El debut nord-americà de Didur fou a l'Òpera de Manhattan el 1907.
Didur feia el seu debut a la Metropolitan Opera el 14 de novembre de 1908 com a Méphistophélès a Faust de Charles Gounod. Va pertànyer a la companyia per a un quart de segle per esdevenir un dels seus principals baixos. Va ser en aquesta època que va cantar a l'estrena americana de Borís Godunov de Mússorgski. També creà papers a tres òperes de Giacomo Puccini al MET, La fanciulla del West, Il tabarro i Gianni Schicchi segments d'Il trittico. També apareixia en l'estrena mundial de Die Königskinder. La seva última aparició al MET era en Els contes de Hoffmann l'11 de febrer, de 1932. Després retornaria a Europa per viure.
Dos mesos abans de l'esclat de la Segona Guerra Mundial, Didur fou nomenat director de la companyia d'òpera de Lviv, on entre d'altres alumnes tingué a Eugenia Zareska, però el conflicte bèl·lic feu impossible el treball. El 1945 se'l nomenà primer director de l'Òpera de Silèsia.
Moria el 7 de gener de 1946 a Katowice.

## Família
Es casà dues vegades. Amb la seva primera muller, la cantant mexicana Angela Aranda Arellano (1874-1928), va tenir cinc fills, dos dels quals més tard també foren cantants. Després de la seva mort es casà amb la ballarina francesa Marguerite Vignon el 1928.